# Go-go tanečnice

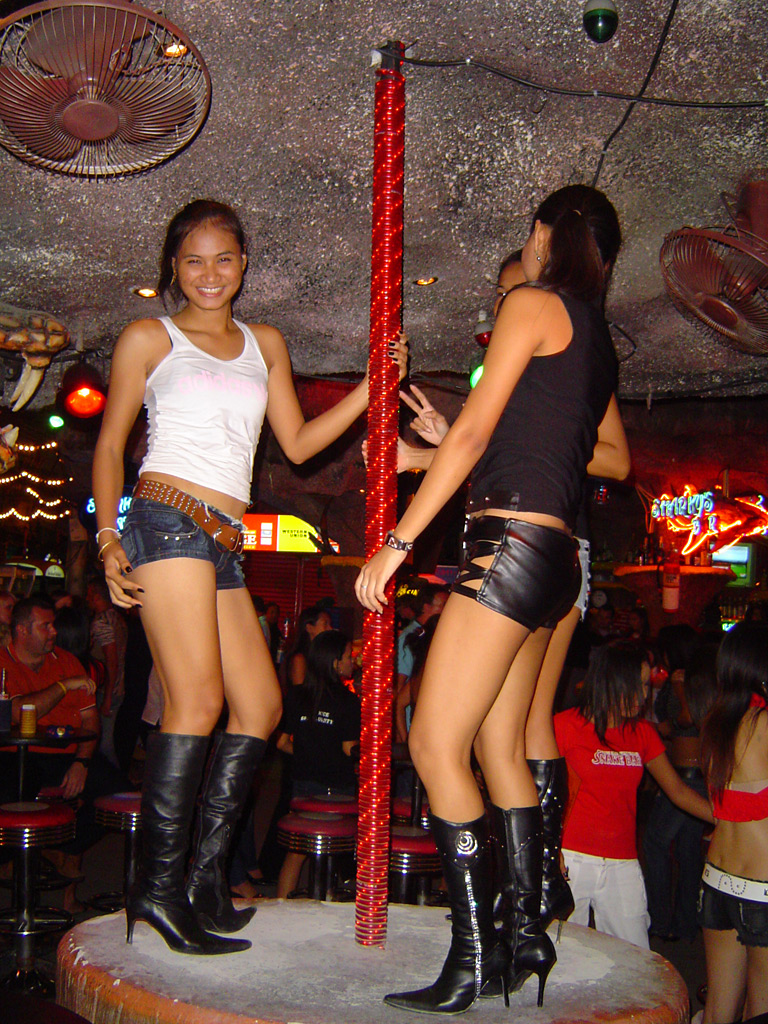
Go-go tanečnice na baru pod širým nebem v Patong Beach, Thajsko

Termín Go-go označuje tanec, který obvykle předvádí jedna nebo dvě dívky v podniku (bar, restaurace, diskotéka apod.). Tanec se provádí v těsném kontaktu s publikem – na předscéně, na baru apod. Úkolem go-go tanečnice je přilákat veřejnost nebo ostatní tanečníky a rychle rozproudit zábavu.
Jedná se o jednoduchý, improvizovaný tanec, který je doprovázen moderní hudbou.